# Terrestrial Planet Finder

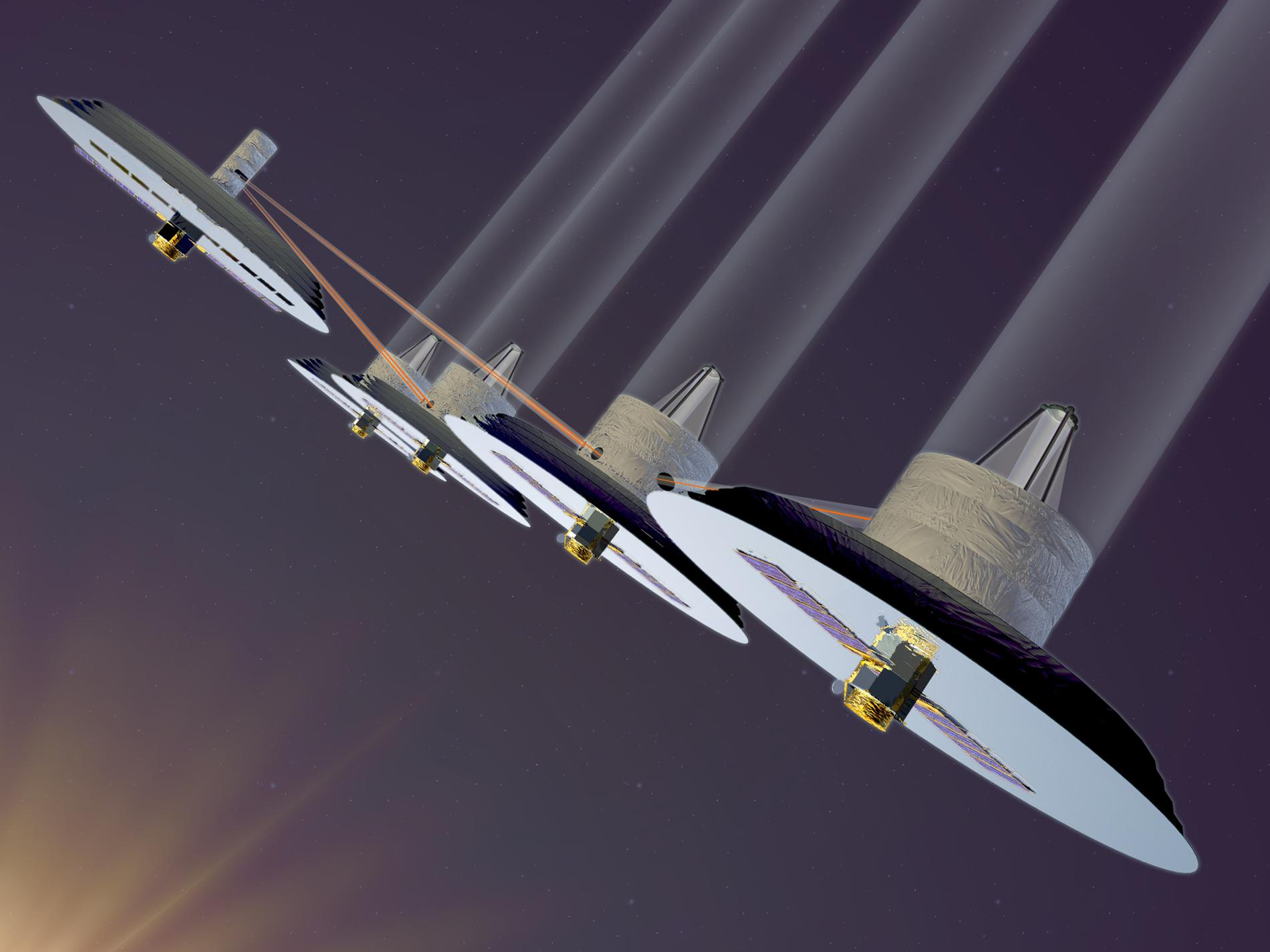
Concepção artística da sonda Terrestrial Planet Finder

As sondas Terrestrial Planet Finder ou TPF são um projeto de sondas espaciais não tripuladas, proposto pela Agência Espacial Estadunidense, a NASA, com a finalidade de lançar um conjunto de telescópios orbitais com o objetivo de detectar planetas como a Terra que estejam orbitando próximo a estrelas, a fim de procurar pela existência de vida nestes planetas. Fazem parte do programa PlanetQuest.
Em Maio de 2002 a NASA anunciou a escolha de dois projetos a serem desenvolvidos. Cada um deverá fazer o uso de diferentes tecnologias para conseguir obter o mesmo objetivo que é o de bloquear a luz das estrelas para poder observar o fraco brilho dos planetas. Adicionalmente esta missão vai procurar caracterizar a superfície e a atmosfera deste planetas e procurar por assinaturas químicas de vida.
As duas arquiteturas escolhidas são:
- Infrared Interferometer (TPF-I): Múltiplo pequenos telescópios em uma estrutura fixa ou separadas, voando em uma formação extremamente precisa, para simular um grande e poderoso telescópio. O interferômetro deverá utilizar a técnica denominada de anulação de fase, para poder reduzir o brilho das estrelas com um fator de milhões de vezes para poder detectar o fraco brilho dos planetas.

- Visible Light Coronagraph (TPF-C): Um grande telescópio óptico, com um espelho de três a quatro vezes maior que o do Hubble, além de 10 vezez mais preciso. Deverá coletar a luz das estrelas e a fraca luz refletida dos planetas. O espelho conterá equipamentos ópticos especiais, para reduzir o brilho das estelas com um fator de 1 bilhão de vezes.

A agência espacial européia, a ESA, está considerando lançar uma missão semelhante denominada de Darwin. Embora seja pouco provável que lancem uma missão conjunta, foi anunciado um programa de colaboração entre as agências espaciais.